# Szinkronúszás a 2015. évi Európa-játékokon
A 2015. évi Európa-játékokon a szinkronúszásban összesen 4 versenyszámot rendeztek. A szinkronúszás versenyszámait június 12. és 16. között tartották.

## Éremtáblázat
|          | Ország              | Arany | Ezüst | Bronz | Összesen |
| 1.       | Oroszország (RUS)   | 4     | 0     | 0     | 4        |
|          |                     |       |       |       |          |
| 2.       | Spanyolország (ESP) | 0     | 3     | 0     | 3        |
| 3.       | Ausztria (AUT)      | 0     | 1     | 1     | 2        |
|          |                     |       |       |       |          |
| 4.       | Ukrajna (UKR)       | 0     | 0     | 3     | 3        |
| Összesen | Összesen            | 4     | 4     | 4     | 12       |

## Érmesek
| versenyszám     | arany | ezüst | bronz |
| Egyéni          | Anisiya Neborako · Oroszország (RUS) | Berta Ferreras Sanz · Spanyolország (ESP) | Anna-Maria Alexandri · Ausztria (AUT) |
| Páros           | Valeriya Filenkova · Daria Kulagina · Oroszország (RUS) | Anna-Maria Alexandri · Eirini-Marina Alexandri · Ausztria (AUT) | Yana Nariezhna · Yelyzaveta Yakhno · Ukrajna (UKR) |
| Csapat          | Oroszország (RUS) · Valeriya Filenkova · Mayya Gurbanberdieva · Veronika Kalinina · Daria Kulagina · Anna Larkina · Anisiya Neborako · Mariia Nemchinova · Maria Salmina · Anastasiia Arkhipovskaia* · Elizaveta Ovchinnikova* | Spanyolország (ESP) · Julia Echeberria Esquivel · Berta Ferreras Sanz · Helena Jauma Lluch · Carmen Juarez Campos · Emilia Luboslavova Boneva · Raquel Estefania Navarro Fernandez · Itziar Sanchez Guardamino Canton · Irene Toledano Carmelo · Sara Saldana Lopez* · Lidia Vigara Rodrigo* | Ukrajna (UKR) · Valeriia Aprieleva · Valeriya Berezhna · Veronika Gryshko · Yana Nariezhna · Alina Shynkarenko · Kateryna Tkachova · Yelyzaveta Yakhno · Anna Yesipova |
| Kombinációs kűr | Oroszország (RUS) · Valeriya Filenkova · Mayya Gurbanberdieva · Veronika Kalinina · Daria Kulagina · Anna Larkina · Anisiya Neborako · Mariia Nemchinova · Maria Salmina · Anastasiia Arkhipovskaia* · Elizaveta Ovchinnikova* | Spanyolország (ESP) · Julia Echeberria Esquivel · Berta Ferreras Sanz · Helena Jauma Lluch · Carmen Juarez Campos · Emilia Luboslavova Boneva · Raquel Estefania Navarro Fernandez · Itziar Sanchez Guardamino Canton · Irene Toledano Carmelo · Sara Saldana Lopez* · Lidia Vigara Rodrigo* | Ukrajna (UKR) · Valeriia Aprieleva · Valeriya Berezhna · Veronika Gryshko · Yana Nariezhna · Alina Shynkarenko · Kateryna Tkachova · Yelyzaveta Yakhno · Anna Yesipova |

* – a versenyen nem szerepelt tartalék versenyzők